# Rainer Paffrath

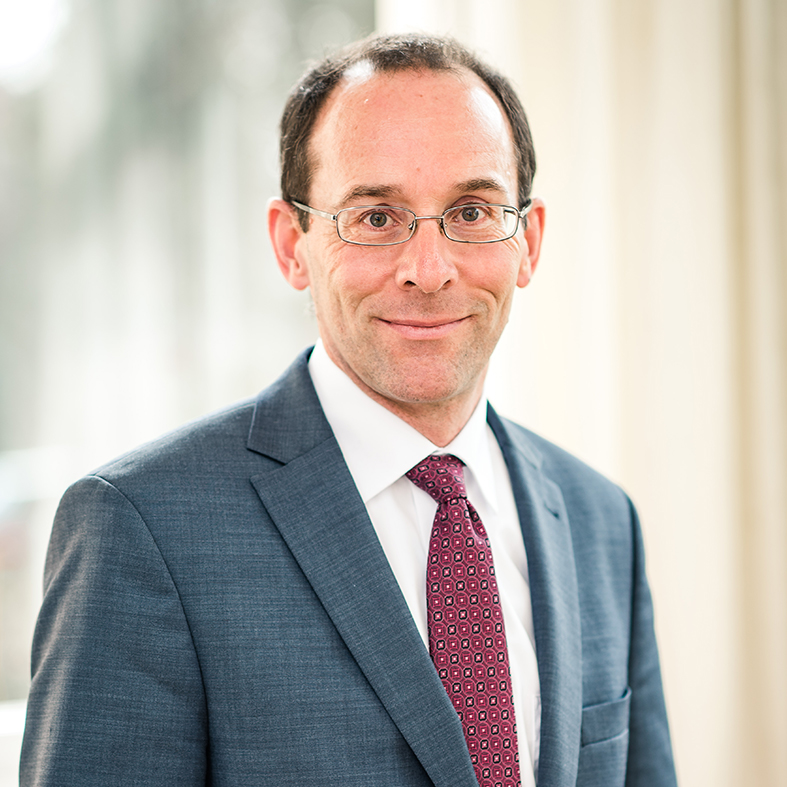
Rainer Paffrath (2017)

Rainer Paffrath (geb. am 5. März 1966 in Troisdorf) ist ein deutscher Professor für Wirtschaftsinformatik und Marketing an der EU|FH. Hochschule für Gesundheit, Soziales, Pädagogik (EUFH).

## Leben
Rainer Paffrath absolvierte ein Studium der Volkswirtschaftslehre an der Universität Bonn, das er mit dem Diplom abschloss. Er promovierte am Lehrstuhl  für Produktion und Wirtschaftsinformatik an der Universität Lüneburg bei Joachim Reese mit dem Thema „Marktorientierte Planung des Produktsystems – ein objektorientiertes Referenzmodel“ zum Dr. rer. pol.

## Berufliche Tätigkeiten und Funktionen
Nach seinem Abschluss arbeitete Rainer Paffrath als Analyst und Director bei Simon, Kucher & Partners – Strategy & Marketing Consultants in Bonn. Seine Berufung zum Professor für Wirtschaftsinformatik und Marketing an der EUFH erfolgte am 14. Februar 2006. Von Oktober 2006 bis März 2017 war er Dekan des Fachbereiches Technologie und Management. Seit 2014 ist er als Vizepräsident Teil der Hochschulleitung, seit 2021 für Duales Studium und Digitalisierung.
Aktuell ist er Leiter des Studiengangs „Digital Health Management“.

## Publikationen (ausgewählte)
- G. Oeser, T. Aygün, C.-L. Balan, T. Corsten, C. Dechene, R. Ibald, R. Paffrath, M. Schuckel: Implications of the ageing population for the food demand chain in Germany. In: International Journal of Retail & Distribution Management. Band 46, Nr. 2, 2018, S. 163–193.
- R. Paffrath, J. Reese: Informationsmanagement – Strategien, Ressourcen, Prozesse. Berlin 2017.
- K. Fochler, A. Schmidt, R. Paffrath: IT-Revision 3.0 – Technologische und gesellschaftliche Entwicklungen und sich hieraus ergebende Herausforderungen für die interne IT-Revision. In: HMD – Praxis der Wirtschaftsinformatik. 2/2013.
- R. Paffrath, T. Krupp: IT-Unterstützung. In: H. Vater, H. Reinhard (Hrsg.): Praxishandbuch Kostensenkungspläne – Umsetzung, Erfolgsfaktoren, Best Practices. Weinheim 2011.
- T. Krupp, R. Paffrath, J. Wolf (Hrsg.): Praxishandbuch IT-Systeme in der Logistik. Hamburg 2010.
- R. Paffrath, F. Zimmer, T. Krupp: Informationssysteme als integrierender Faktor in der Logistik. In: T. Krupp, R. Paffrath, J. Wolf (Hrsg.): Praxishandbuch IT-Systeme in der Logistik. Hamburg 2010.
- R. Paffrath: Nutzen der Prozessmodellierung beim Management von Industriedienstleistungen. In: K. Seeger (Hrsg.): Management von Industriedienstleistern. Wiesbaden 2010.
- R. Paffrath, J. Wolf: Grundstruktur des Datenmodells für die SAP-Integrations-Fallstudie „Produktionsplanung“. (= Diskussionspaper der EUFH. Nr. 8). 2008. ISSN 1860-3661
- J. Reese, F. Harloff, R. Paffrath: Supply Chain Management für unternehmensübergreifende Prozesse – Ein System Dynamics Ansatz. In: J. Merz, J. Wagner (Hrsg.): Fortschritte in der Mittelstandsforschung. Münster 2006.

## Mitgliedschaften
- Erich-Gutenberg-Arbeitsgemeinschaft e.V.[2]
- Gesellschaft für Informatik e.V.[3]
- The Data Warehousing Institute (TDWI), Deutschland e.V.[4]